# Templóni
Templóni (Temploni) är en ort i Grekland.   Den ligger i prefekturen Nomós Kerkýras och regionen Joniska öarna, i den västra delen av landet, 400 km nordväst om huvudstaden Aten. Templóni ligger 112 meter över havet och antalet invånare är 356. Den ligger på ön Korfu.
Terrängen runt Templóni är kuperad västerut, men österut är den platt. Havet är nära Templóni åt sydväst.Runt Templóni är det ganska tätbefolkat, med 172 invånare per kvadratkilometer. Närmaste större samhälle är Korfu, 10,1 km öster om Templóni. 